# Pterocliformes
Pterocliformes es un orden de aves neognatas que contiene una sola familia, Pteroclidae (o Pteroclididae). Agrupa los géneros Pterocles y Syrrhaptes, cuyos miembros suelen denominarse comúnmente gangas. Entre ambos géneros suman 16 especies, que viven en las estepas, planicies abiertas casi sin árboles y semi-desiertos distribuidos por el sur de Eurasia y África. 
La taxonomía del grupo ha sido complicada. Originalmente las gangas fueron clasificadas dentro de Galliformes, con los que comparten características fruto de la evolución convergente por su adaptación común a los medios terrestres. Posteriormente fueron trasladadas a Columbiformes, pero finalmente los estudios genéticos indicaron que, aunque estaban relativamente cercanas a Columbiformes, debían clasificarse como un orden separado.

## Descripción
Las gangas tienen la cabeza pequeña y similar a las de las palomas, al igual que su cuello, pero sus cuerpos son más robustos y compactos. Su tamaño oscila entre los 24 y 40 cm de largo y suelen pesar entre 150 y 500 g. Los adultos presentan un marcado dimorfismo sexual, siendo los machos ligeramente mayores y más coloridos que las hembras. 

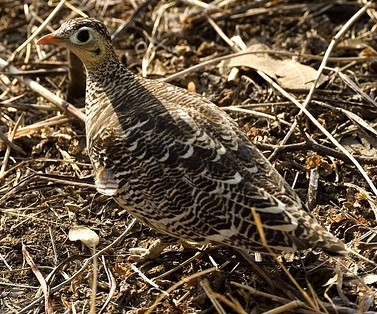
Las gangas se caracterizan por sus plumajes crípticos, especialmente las hembras, como esta de ganga india.

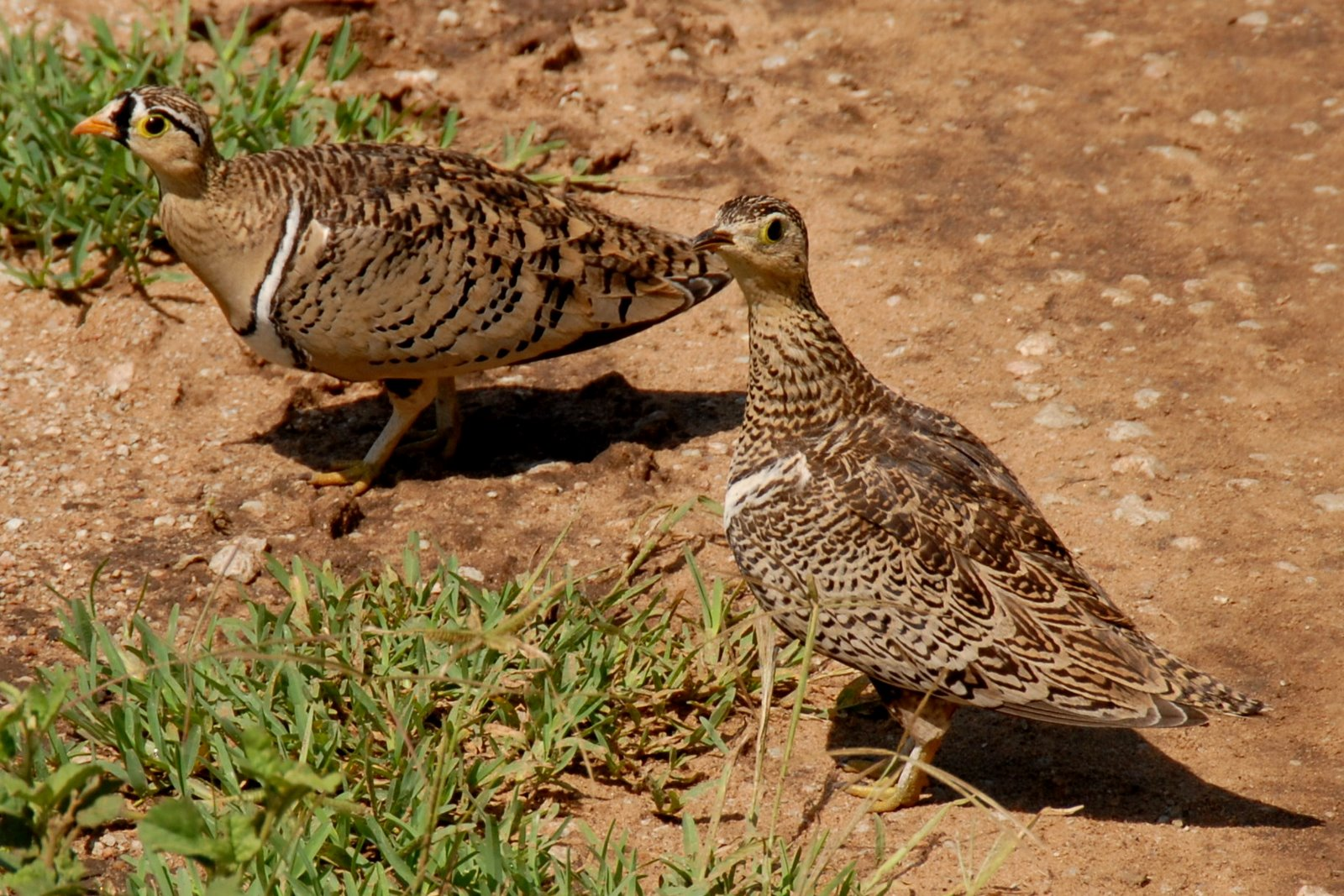
La ganga decorada, como el resto de sus parientes, presenta dimorfismo sexual.

Su plumaje es críptico, en general en él se entremezclan los tonos pardos terrosos, ocres y grises, con diversos moteados y listados oscuros y claros, que les permitan camuflarse en el suelo arenoso. Poseen una densa capa de plumón que les aísla de las temperaturas extremas, altas y bajas, que sufren en las regiones áridas. Las plumas de su pecho y vientre están especialmente adaptadas para absorber y retener agua, lo que permite a los adultos, en especial a los machos, acarrear agua para sus polluelos, que suelen estar a kilómetros de distancia de los abrevaderos. La cantidad de agua que pueden llevar de esta forma es de 15 a 20 mililitros. Algunas de sus especies tienen las plumas centrales de la cola alargadas y sobresalen terminadas en punta.
Tienen alas largas y apuntadas, dotadas de once fuertes plumas primarias que les proporcionan un vuelo rápido y directo. Además los músculos de sus alas son potentes y les permiten despegar rápidamente desde el suelo y los vuelos prolongados. Sus patas son cortas y emplumadas. En el género Syrrhaptes tienen emplumados incluso los dedos, mientras que en el género Pterocles solo tienen emplumado el frontal de las patas, y tienen un rudimentario espolón del que carecen los miembros de Syrrhaptes.

## Taxonomía

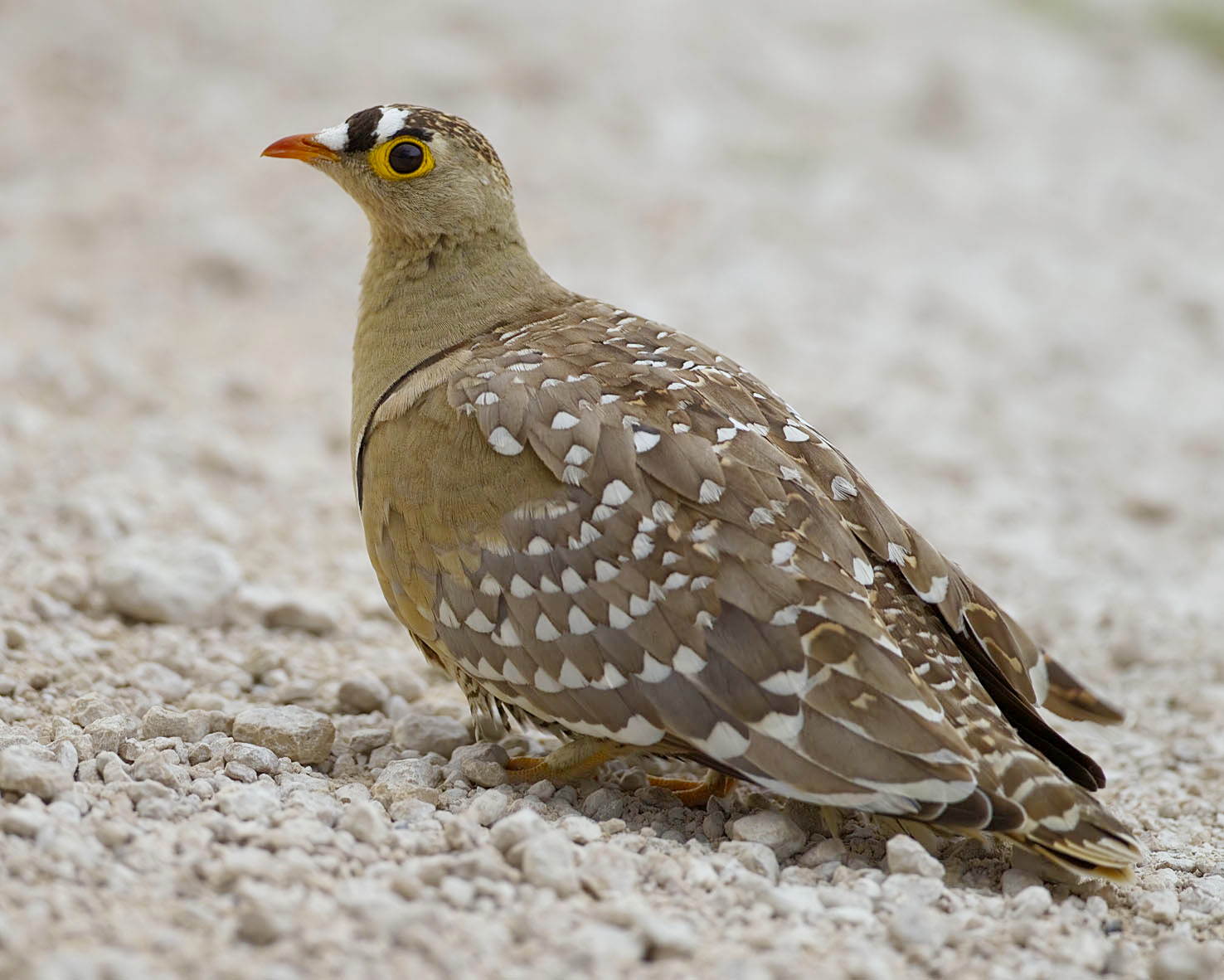
Macho de ganga bicinta.

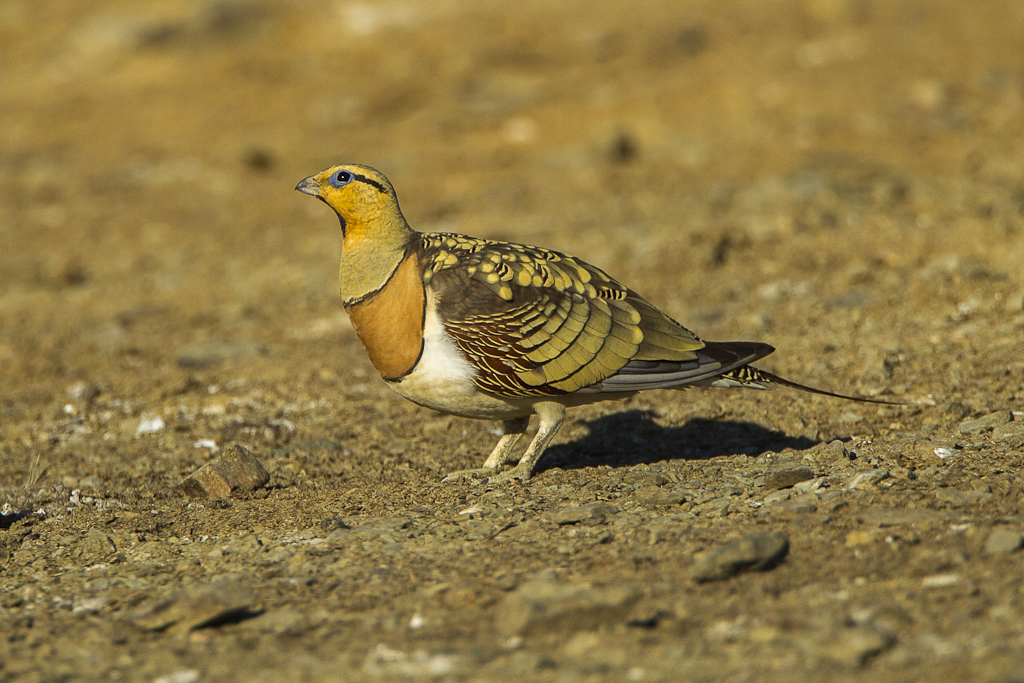
La ganga ibérica y la ortega son las únicas que ocupan Europa.

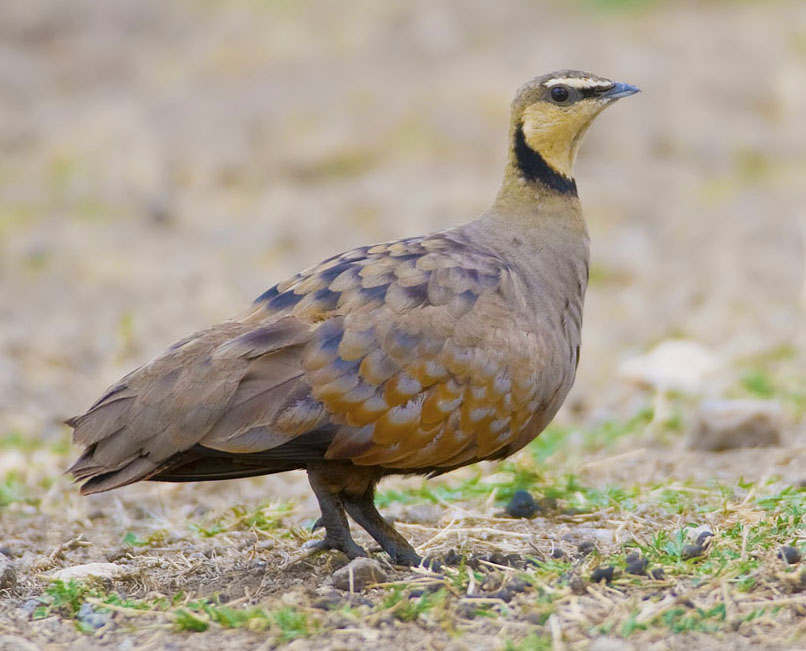
Macho de ganga gorgigualda.

Los miembros de Pteroclidae inicialmente se incluyeron en Galliformes debido a ciertas similitudes que esta familia comparte con los tetraóninos. Pero después se descubrió que estas similitudes superficiales son fruto de la convergencia adaptativa. Entonces las gangas se clasificaron entre los Columbiformes, principalmente porque se creía que podían absorber agua por la acción de peristalsis de su esófago, una característica poco habitual. Pero posteriormente se confirmó que no eran capaces de tragar agua de esa forma, y desde entonces se los separó en su propio orden, Pterocliformes. Las gangas también han sido consideradas cercanas a los Passeriformes y a los Charadriiformes; esta última clasificación es debida a la similitud de la coloración de los huevos y polluelos con los de las limícolas, pero esto también es producto de la evolución convergente por criar ambos en el suelo. 
En un estudio genético realizado por Fain y Houde (2004) se las incluyó en Metaves, junto a Mesitornithiformes y Columbiformes. Y en estudios más amplios posteriores de nuevo se clasificó a las gangas junto a Columbiformes y Mesitornithiformes, dentro de Columbimorphae, pero más cerca de los mesitos.

### Filogenia
Tradicionalmente se divide a las gangas en dos géneros. Dos especies de Asia central agrupadas en Syrrhaptes, y el resto pertenecen a Pterocles:
- Género Syrrhaptes
  - S. tibetanus - ganga tibetana;
  - S. paradoxus - ganga de Pallas;
- Género Pterocles
  - P. alchata - ganga ibérica;
  - P. namaqua - ganga namaqua;
  - P. exustus - ganga moruna;
  - P. senegallus - ganga moteada;
  -  P. orientalis - ganga ortega;
  -  P. coronatus - ganga coronada;
  - P. gutturalis - ganga gorgigualda;
  - P. burchelli - ganga goteada;
  - P. personatus - ganga malgache;
  - P. decoratus - ganga decorada;
  - P. lichtensteinii - ganga de Lichtenstein;
  - P. bicinctus - ganga bicinta;
  - P. indicus  - ganga india;
  - P. quadricinctus - ganga cuadricinta.

## Distribución

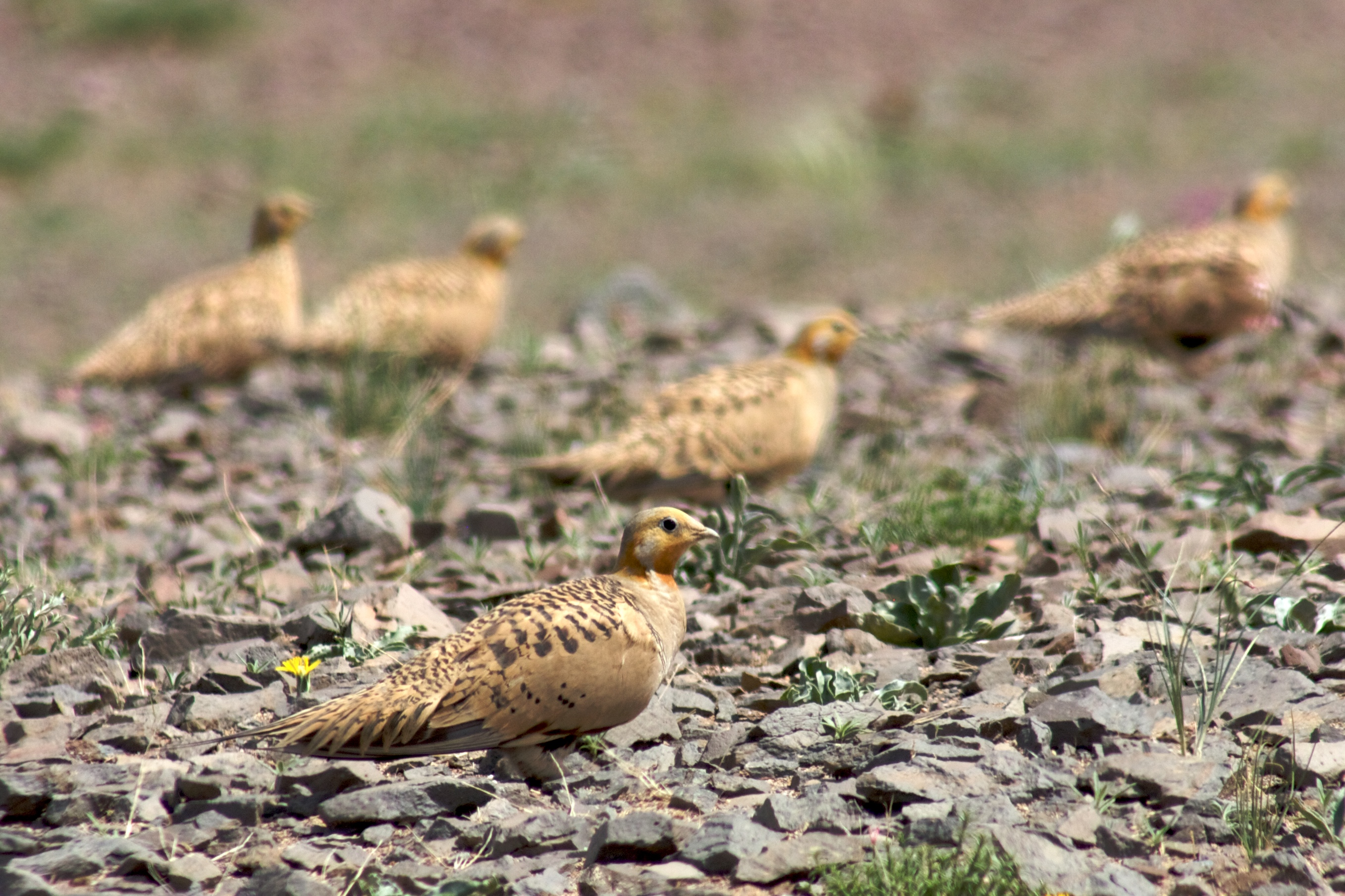
Gangas de Pallas en el desierto del Gobi.

Los miembros de Syrrhaptes se encuentran en las estepas de Asia central. Se extienden desde el mar Caspio, el sur de Siberia, la meseta tibetana y Mongolia hasta llegar al norte y centro de China. En general son sedentarias, pero la ganga de Pallas puede ser localmente migratoria, y muy ocasionalmente aparece en áreas muy alejadas de su distribución normal. Esto ocurrió en 1863, 1888 y 1908, en esta última llegaron a avistarse en Irlanda y el Reino Unido donde criaron en Yorkshire y Moray.
Los miembros de Pterocles se encuentran principalmente en las zonas semiáridas y áridas del norte, este y sur de África, aunque algunas de sus especies además se extienden por Oriente Medio y el resto de Asia occidental. La ganga ortega y la ganga ibérica también ocupan la península ibérica, y esta última llega hasta el sur de Francia. La ganga malgache está confinada en Madagascar. La mayoría de sus especies son sedentarias aunque nómadas y algunas realizan migraciones locales, generalmente a altitudes más bajas en invierno.

## Comportamiento y ecología

### Alimentación

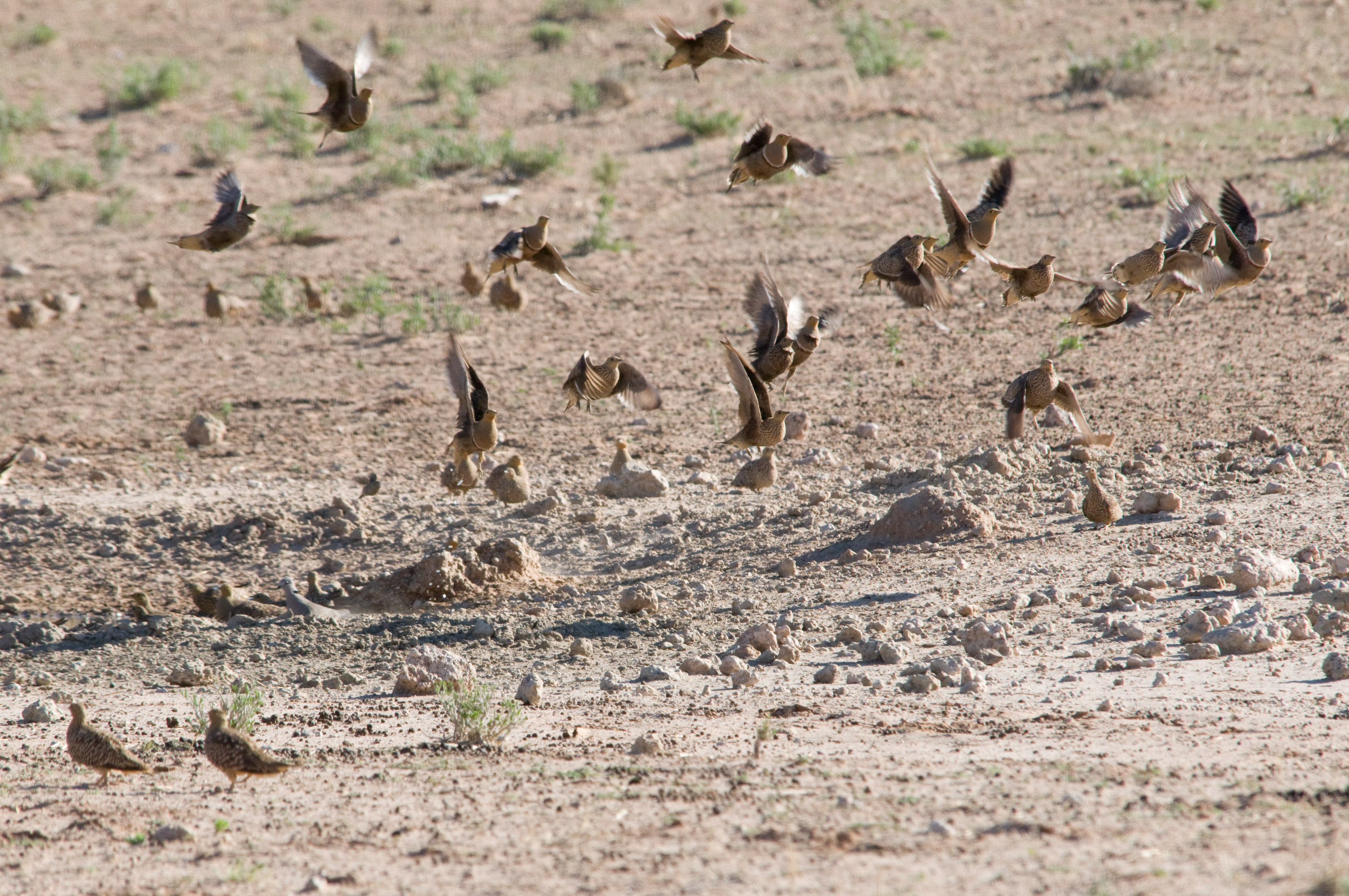
Las gangas son gregarias y suelen alimentarse y beber en grandes bandadas.

Las gangas son principalmente granívoras. Además de semillas también consumen brotes verdes, hojas, bulbos y frutos. Además comen insectos, como hormigas y termitas, como complemento Proteínico de su dieta especialmente durante la época de cría. La dieta de muchas gangas están muy especializadas, y se alimentan principalmente de semillas de un reducido número de plantas. Esto se debe en algunos casos al reducido espectro de semillas disponibles en ciertos emplazamientos, pero en otros casos refleja una elección efectiva de las gangas de unas semillas en lugar de otras. Las semillas de las leguminosas en general son un importante componente de su dieta. En los campos de cultivo se alimentan de los cereales. Recolectan las semillas tanto del suelo como directamente de las plantas. Sus técnicas de alimentación varían según las especies lo que permite a varias de ellas coexistir reduciendo la competencia. Por ejemplo en Namibia, la ganga bicinta se alimenta despacio y metódicamente, mientras que la ganga namaqua come rápidamente, explorando el suelo con sus picos y desplazándose de un lado a otro sin parar. También ingieren gravilla que les ayuda a triturar el alimento en sus mollejas.

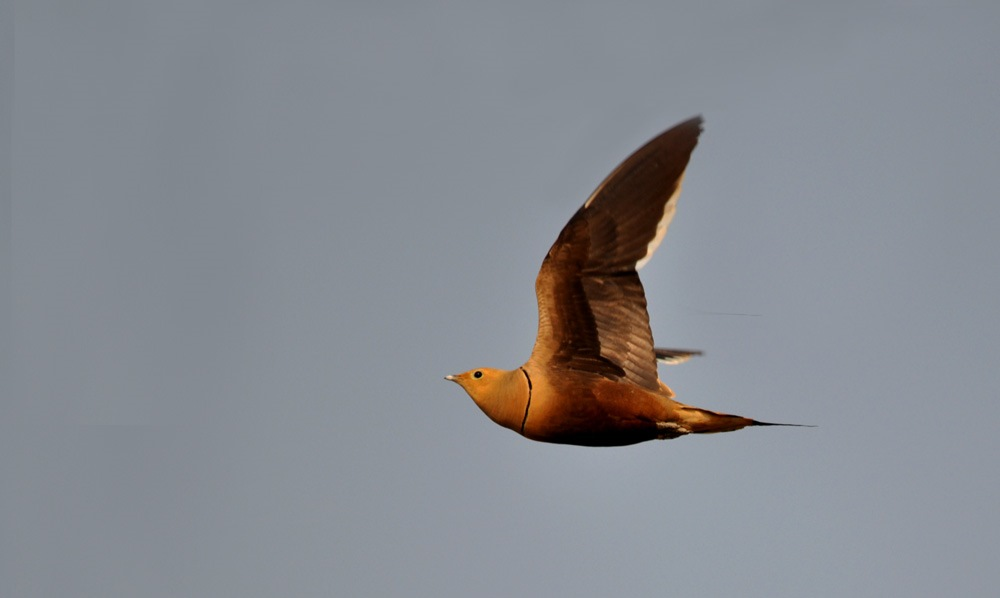
Las gangas vuelan largas distancias para beber.

Las gangas son aves gregarias. Se alimentan en bandadas de hasta 100 individuos. Como consecuencia de su dieta seca necesitan beber con regularidad y deber desplazarse volando hasta los abrevaderos diseminados por sus yermos hábitats. El momento en el que beben varía según las especies. Diez especies beben al amanecer, cuatro al anochecer, y dos en momentos intermedios. Cuando beben toman el agua con su pico y luego alzan la cabeza para poder tragarla. Repiten esta acción rápidamente varias veces para ingerir en pocos segundos el agua suficiente para pasar las siguientes veinticuatro horas. Cuando se desplazan a los abrevaderos llaman a las demás gangas con lo que se congregan en bandadas de cientos de individuos para beber al mismo tiempo, aunque se encuentren diseminadas por cientos de kilómetros cuadrados de territorio. Mientras están junto a las charcas son vulnerables al ataque de los depredadores, por lo que la presencia de un gran número de gangas dificulta la elección de objetivo a los depredadores y aumenta la probabilidad que sean detectados antes de que se acerquen a la bandada. La elección del abrevadero está influenciada por la topografía del terreno circundante. Las gangas tienden a evitar los emplazamientos con cobertura que pudiera esconder a mamíferos depredadores o a sus principales enemigos, las rapaces. Las gangas viajan decenas de kilómetros para llegar a sus abrevaderos tradicionales y suelen ignorar las charcas temporales que pueden aparecer periódicamente. Esto probablemente les ayude a sobrevivir porque depender de una fuente de agua que se seca en una región árida puede conducirles a la deshidratación y la muerte. La ganga goteada en el desierto del Kalahari a veces viaja diariamente más de 150 km para llegar a su fuente de agua. No todas las especies necesitan beber todos los días, y además la ganga tibetana no necesita viajar para beber debido a la abundancia de agua en su hábitat procedente del deshielo de los campos nevados.

### Reproducción

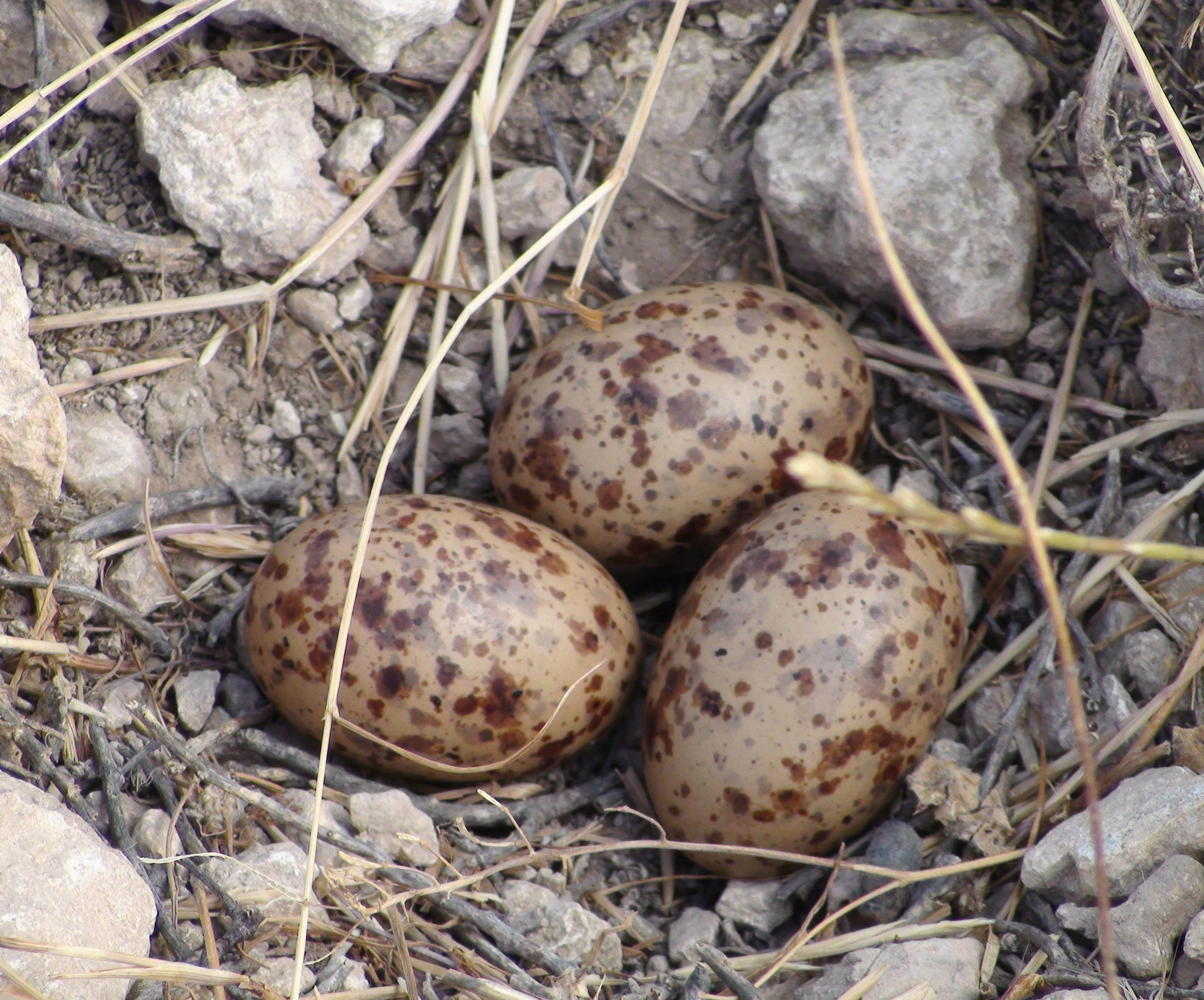
Nido de ganga ibérica en el suelo, como todos los del grupo.

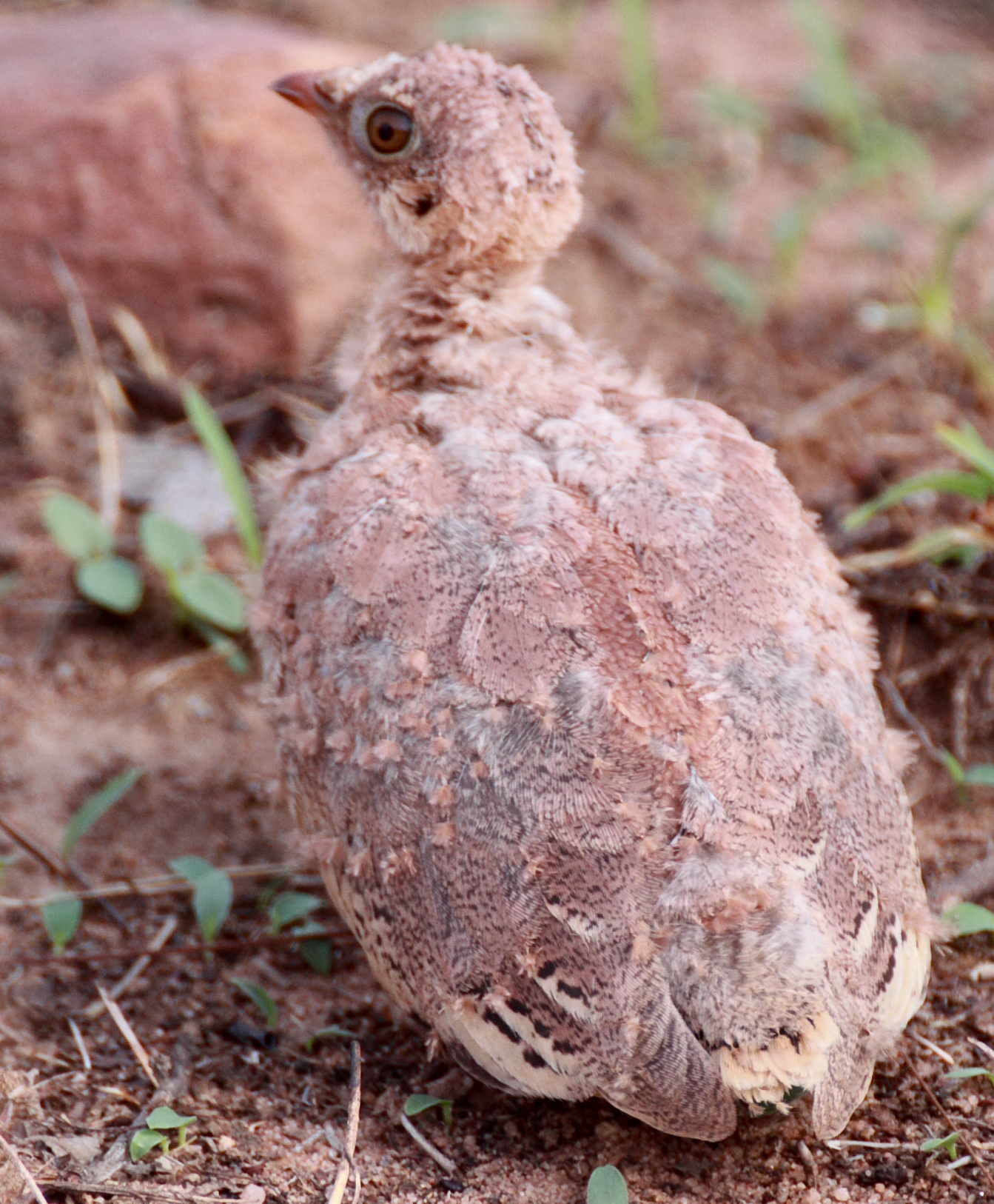
Pollo crecido de ganga india.

Las gangas son monógamas. La época de cría suele coincidir con alguna cosecha de semillas tras la época de lluvias local. En ese momento las bandadas de alimentación tienden a disgregarse en parejas. Las gangas anidan en el suelo. El emplazamiento del nido es una ligera depresión del terreno, a veces recubierto con unas pocas hojas secas o ramitas. Lo más habitual es que pongan tres huevos, aunque en ocasiones son dos o cuatro. Sus huevos son casi elípticos y de coloración críptica. Las tareas de incubación son compartidas en la mayoría de las especies: los machos incuban por la noche, mientras que las hembras lo hacen durante el día. Los huevos eclosionan tras 20-25 días de incubación. Los polluelos son precoces, al nacer están cubiertos de plumón y dejan el nido poco después de que el último de ellos haya eclosionado. Los padres no les dan de comer, sino que tienen que aprender a alimentarse guiados por sus progenitores. En cambio, sí les dan de beber. Los adultos, especialmente los machos, empapan en los abrevaderos el plumón de sus pechos para llevar agua a sus polluelos. Al principio los polluelos son demasiados pequeños e inmaduros para termorregularse, por lo que los adultos les dan sombra en los momentos más calurosos del día y los empollan por la noche. Los juveniles permanecen con sus progenitores formando un grupo familiar durante varios meses.

## Conservación y relación con los humanos
Las gangas tienen poca interacción con la gente, principalmente porque la mayoría de las especies viven en zonas áridas y despobladas y en baja densidad. No suelen sufrir una presión cinegética grande, aunque a veces se han cazado en grandes cantidades en los abrevaderos. El término ganga como adquisición muy barata procede de la ganga ibérica, cuya carne en los mercados medievales era la más barata por ser considerada de baja calidad. 
Se intentó sin éxito introducirlas en Nevada, aunque si tuvo éxito su introducción en Hawái. Ninguna de sus especies está globalmente en peligro de extinción, aunque localmente ha habido alguna disminución del área de distribución, especialmente en Europa, a causa del uso de herbicidas e insecticidas. Una subespecie de ganga moruna, P. e. floweri, fue avistada por última vez en el valle del Nilo de Egipto en 1979. Se cree que se ha extinguido, pero se desconocen las causas.